# USS Saucy (PG-65)
USS Saucy (PG-65) je bila korveta razreda flower Vojne mornarice ZDA, ki je bila operativna med drugo svetovno vojno.

## Zgodovina
Kraljeva vojna mornarica je 30. aprila 1943 predala korveto HMS Arabis (K73) Vojni mornarici ZDA, ki jo je 26. avgusta 1945 vrnila Združenemu kraljestvu.